# Wolfgang Ehlers (Politiker, 1953)

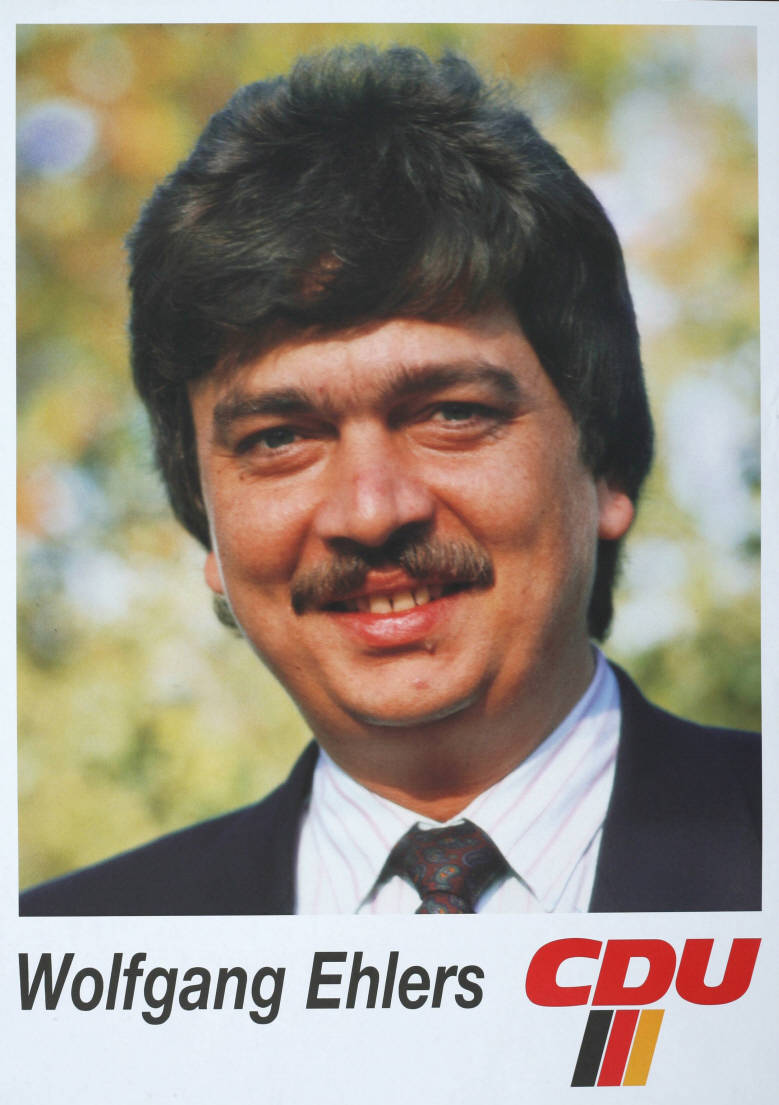
Kandidatenplakat Wolfgang Ehlers’ zur Bundestagswahl 1990

Wolfgang Ehlers (* 19. Juni 1953 in Wittenburg) ist ein deutscher Politiker (CDU).
Nachdem er 1972 sein Abitur in Hagenow gemacht hatte, studierte Ehlers von 1972 bis 1976 Verkehrs- und Betriebswirtschaft in Dresden und schloss als Diplom-Ingenieur-Ökonom ab.
Bei der Volkskammerwahl 1990 gelang Ehlers der Einzug in die erste frei gewählte Volkskammer der DDR. Nach der Auflösung zog er in den Deutschen Bundestag ein. Bei der Bundestagswahl 1990 gewann er das Direktmandat im Bundestagswahlkreis Schwerin – Hagenow bis 1994.
Seit 1993 war Ehlers Mitglied im Bundesvorstand der Ost- und Mitteldeutschen Vereinigung der CDU/CSU. Dort wurde er 1996 Vorsitzender des Kreisverbandes Schwerin und 1997 Vorsitzender des Landesverbandes Mecklenburg-Vorpommern. Seit 1997 war er Aussiedlerbeauftragter der CDU Mecklenburg-Vorpommern.
Seit 2011 war Ehlers Vorsitzender der Landesgruppe Mecklenburg-Vorpommern der Pommerschen Landsmannschaft.